# Daniil Tsyplakov
Daniil Tsyplakov (né le 29 juillet 1992 à Komsomolsk-sur-l'Amour) est un athlète russe, spécialiste du saut en hauteur.

## Biographie
Son record personnel est de 2,31 m, réalisé à Tcheboksary le 5 juillet 2012. Médaillé de bronze lors des Championnats du monde jeunesse 2009, il remporte la médaille d'argent, en 2,28 m, lors des Championnats d'Europe espoirs à Tampere. Il avait remporté dans cette même ville, le Festival olympique de la jeunesse européenne de 2009 en 2,21 m. Il est champion national junior en 2010 et espoir en 2013 (en 2,30 m). Il avait terminé quatrième des championnats d'Europe juniors de 2011.
Le 4 juillet 2015, il remporte le concours de la hauteur lors du meeting Areva en 2,32 m, même mesure que Donald Thomas. Il se classe cinquième des championnats du monde de Pékin avec 2,29 m puis remporte début octobre la médaille d'argent des Jeux mondiaux militaires en Corée du Sud (2,28 m) derrière le Syrien Majd Eddine Ghazal (2,31 m).

## Palmarès
| Date                      | Compétition                                  | Lieu                   | Résultat               | Marque                 |
| Représentant la Russie    | Représentant la Russie                       | Représentant la Russie | Représentant la Russie | Représentant la Russie |
| ------------------------- | -------------------------------------------- | ---------------------- | ---------------------- | ---------------------- |
| 2009                      | Championnats du monde jeunesse               | Bressanone             | 3e                     | 2,17 m                 |
| 2009                      | Festival olympique de la jeunesse européenne | Tampere                | 1er                    | 2,21 m                 |
| 2011                      | Championnats d'Europe juniors                | Tallinn                | 4e                     | 2,23 m                 |
| 2013                      | Championnats d'Europe espoirs                | Tampere                | 2e                     | 2,28 m                 |
| 2014                      | Championnats du monde en salle               | Sopot                  | 4e                     | 2,32 m                 |
| 2014                      | Championnats d'Europe                        | Zurich                 | 4e                     | 2,26 m                 |
| 2015                      | Championnats d'Europe en salle               | Prague                 | 1er                    | 2,31 m                 |
| 2015                      | Championnats d'Europe par équipes            | Tcheboksary            | 1er                    | 2,33 m                 |
| 2015                      | Universiade                                  | Gwangju                | 1er                    | 2,31 m                 |
| 2015                      | Championnats du monde                        | Pékin                  | 5e                     | 2,29 m                 |
| 2015                      | Ligue de diamant                             | Ligue de diamant       | 4e                     | détails                |
| 2015                      | Jeux mondiaux militaires                     | Mungyeong              | 2e                     | 2,28 m                 |
| En tant qu'athlète neutre |                                              |                        |                        |                        |

## Records
| Épreuve         | Épreuve      | Performance | Lieu                | Date                     |
| --------------- | ------------ | ----------- | ------------------- | ------------------------ |
| Saut en hauteur | En plein air | 2,33 m      | Saransk Tcheboksary | 3 août 2014 20 juin 2015 |
| Saut en hauteur | En salle     | 2,34 m      | Moscou              | 18 février 2014          |